# Пам'ятник Арману де Рішельє
Пам'ятник герцогу де Рішельє (Пам'ятник дюку) в Одесі — бронзова скульптура, присвячена першому одеському градоначальникові дюку Арману Емманюелю дю Плессі, герцогу де Рішельє. Перший пам'ятник в Одесі.

## Створення
Дюк де Рішельє брав участь у штурмі Ізмаїлу, а через п'ять років надовго влаштувався в Російській імперії. В 1803 році Рішельє став градоначальником Одеси, а з 1805 по 1814 рік генерал-губернатором Одеси. Одесити називали його «НАШ дюк» і вважали засновником міста, хоча на той час Одесі було вже 8 років, а до того поселення на місці сьогочасного міста існували сотні років. Стараннями нового градоначальника місто перетворилося на великий торговельний порт. Коли Бурбони повернули собі трон, дюк виїхав у Францію, де став прем'єр-міністром в уряді Людовика XVIII. Помер дюк де Рішельє 16 травня 1822 у віці 56 років у Парижі від інсульту.
Отримавши сумну звістку з Парижа, граф Ланжерон звернувся із закликом до населення почати збір коштів на спорудження пам'ятника Рішельє. Заступивши у травні 1823 року на посаду новоросійського генерал-губернатора, граф Михайло Воронцов замовив пам'ятник відомому скульптору Івану Мартосу. Він став одним з останніх творінь цього майстра. Пам'ятник являє собою бронзову статую Рішельє в римській тозі з сувоєм у руці й трьома латунними горельєфами, що символізують землеробство, торгівлю і правосуддя.
Початком виготовлення пам'ятнику вважають 30 червня 1827 року. Скульптура і горельєфи відлиті в бронзі ливарним майстром Василем Єкімовим в Петербурзі. Постамент петербурзького архітектора Авраама Мельникова й архітектора Франческо Боффо. Монумент у стилі класицизму, являє собою поставлену на п'єдестал бронзову статую Рішельє. Величина фігури трохи більше натуральної. Квадратний п'єдестал з карнизом з рожевого полірованого граніту з берега річки Південний Буг (близько Вознесенська), подарований херсонським поміщиком Скаронінським, оброблений майстром П. Джерарі. Основою п'єдесталу служить стилобат у формі зрізаної піраміди з місцевого вапняку з чотирма ступенями з граніту. Роботами зі встановлення пам'ятника керував архітектор Франческо Боффо.
Відкриття пам'ятника відбулося 22 квітня 1828 року.

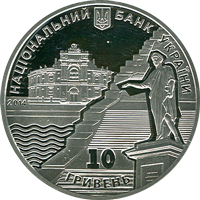
На ювілейній монеті НБУ присвяченій 220—річчю міста

## Історія
Під час Кримської війни англо-французька ескадра обстріляла місто і порт. Одне з ядер вибухнуло на площі біля пам'ятника зашкодило його постамент осколком. Після війни на місці пошкодження була встановлена чавунна латочка зі стилізованим гарматним ядром.

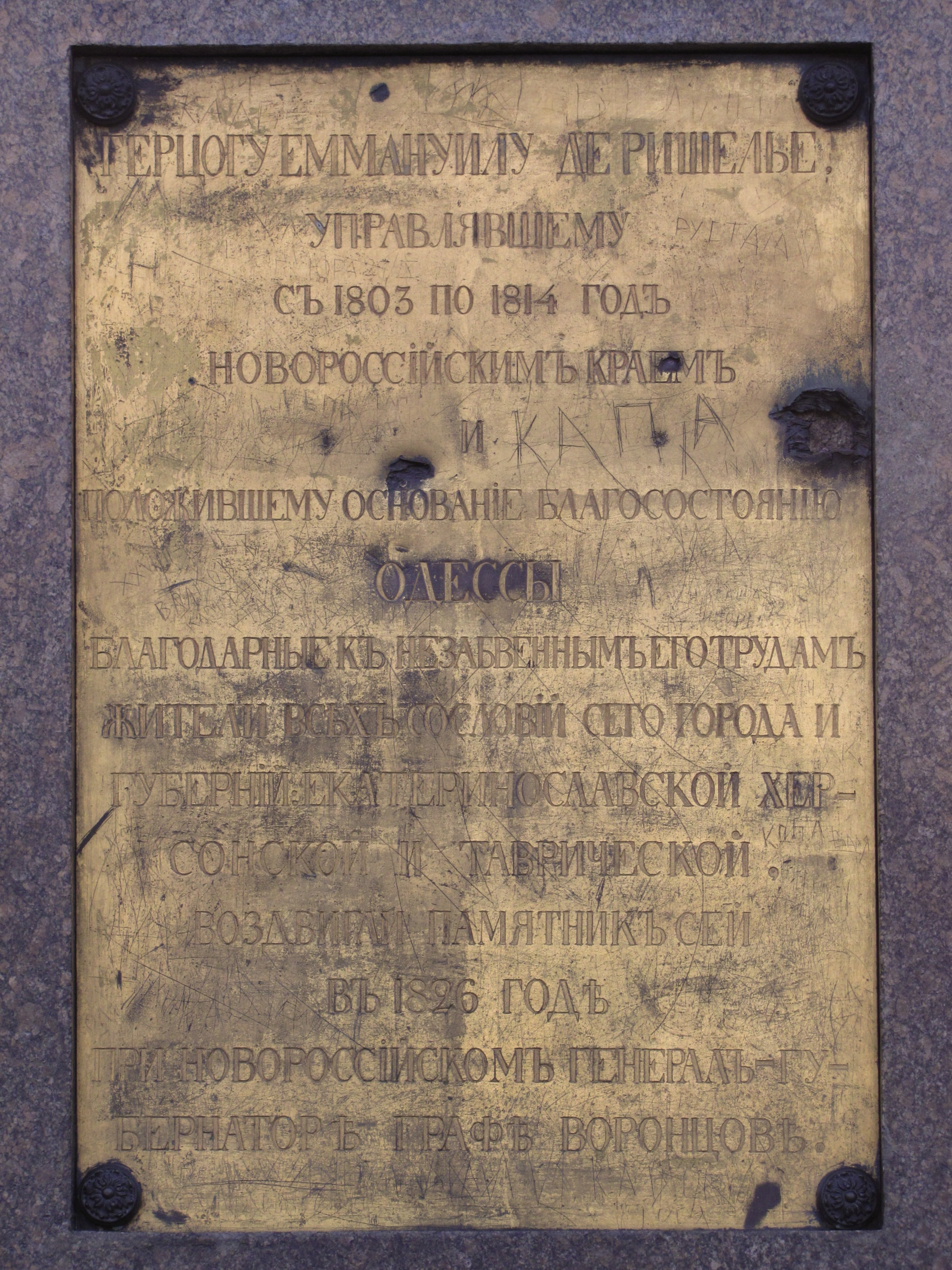
Табличка
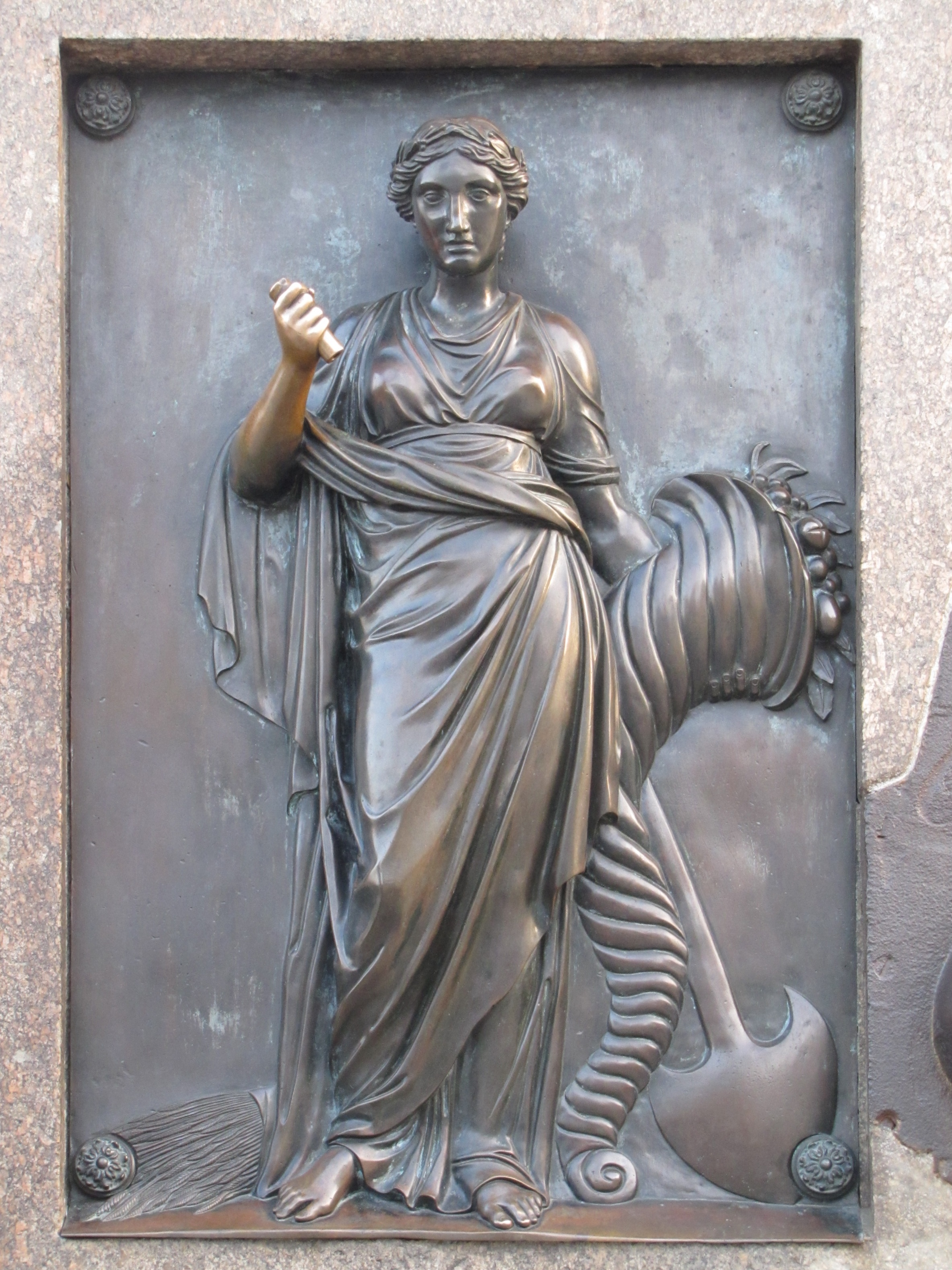
Землеробство
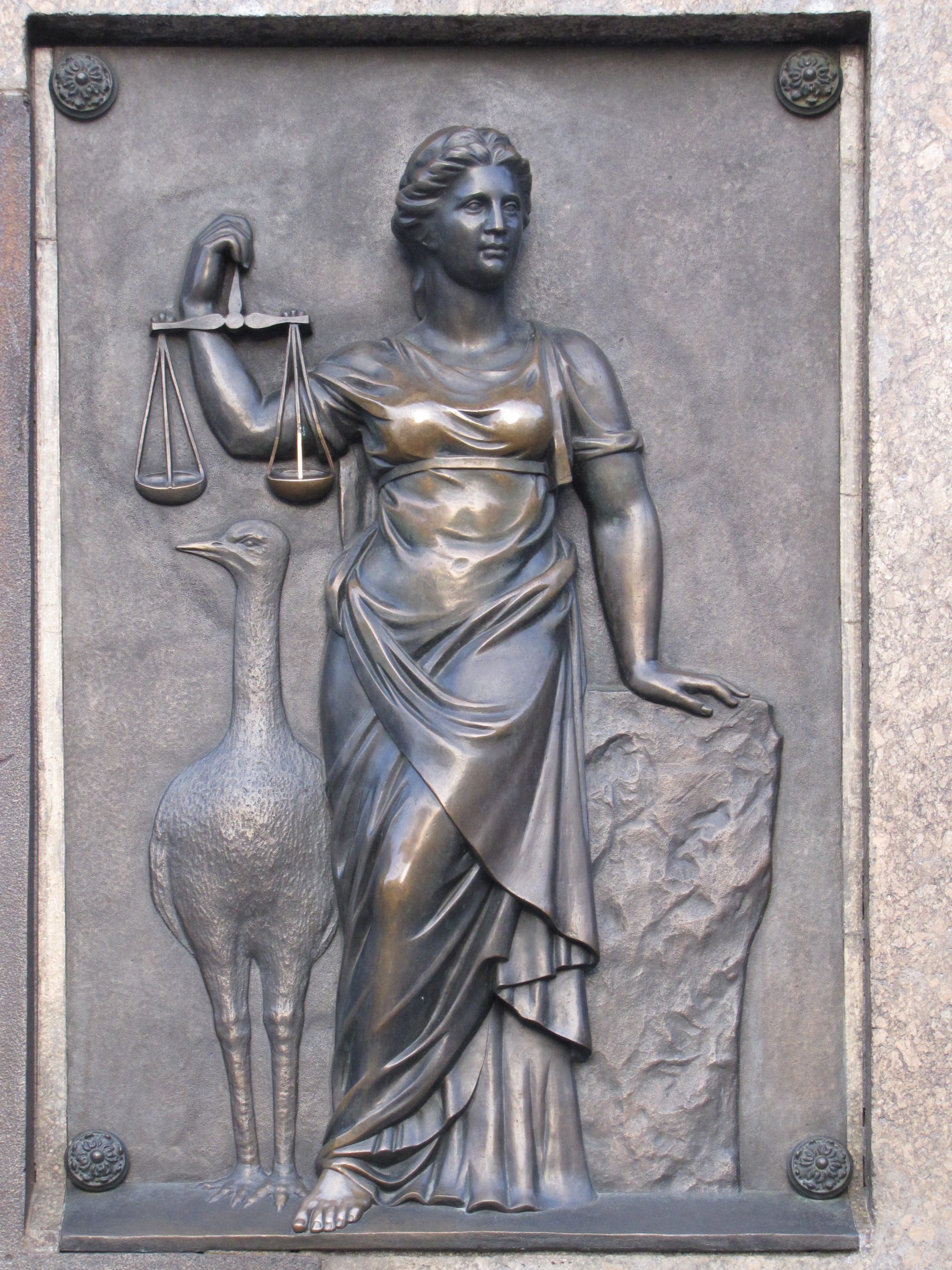
Правосуддя
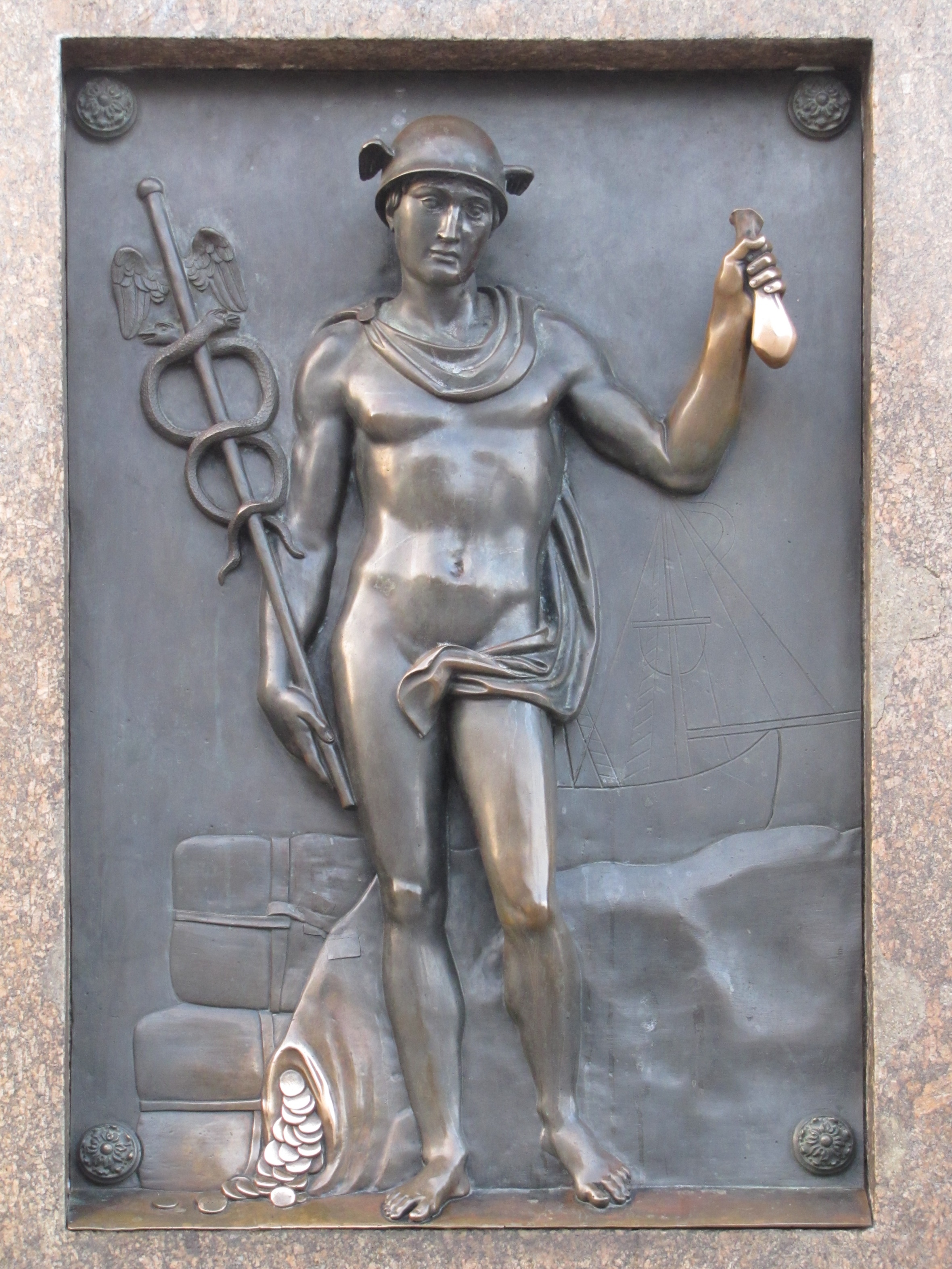
Торгівля
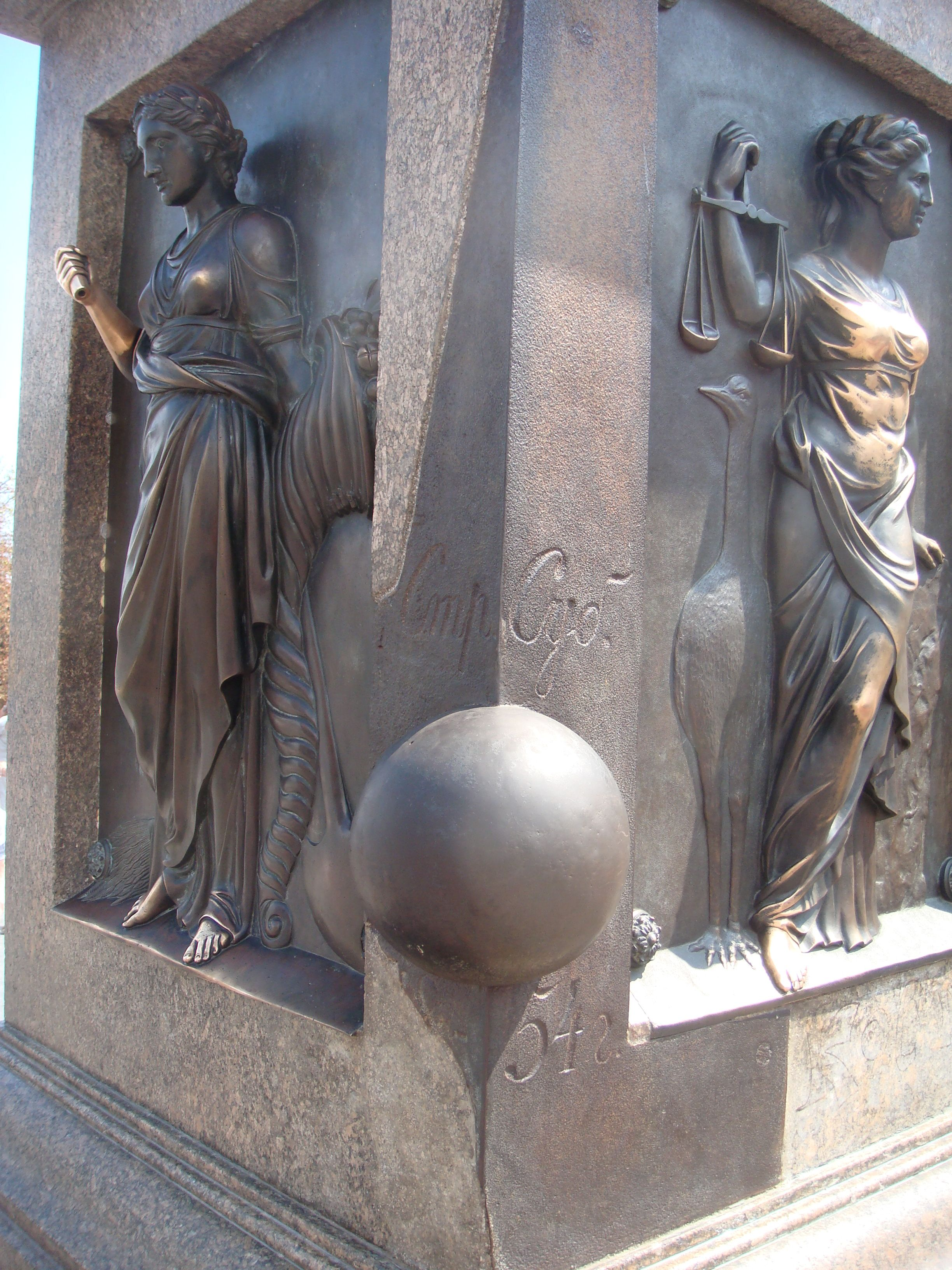
Ушкодження від бомбардування 1854 року

### Події 1969 року
1969 року, в рамках відзначення 175-річчя створення міста, пропонувалося замінити пам'ятник, поставивши на його місці пам'ятник Суворову, котрого міський комітет КПРС називав справжнім засновником Одеси. Лише після звернення Аркадія Львова до Костянтина Симонова і спільних дій, що закінчилися публікацією листа в газеті «Неделя» вдалося завадити цим планам. Незабаром після цієї публікації одеська газета «Прапор комунізму» опублікувала замітку, в якій було зазначено: «В комітеті з геодезії та картографії Союзу РСР. Пам'ятник Рішельє охороняється законом». Ця публікація, де-факто, анулювала пропозицію про знесення.

## Цікаві факти
- Пам'ятник Арману де Рішельє в Одесі — єдиний пам'ятник в Україні французькому прем'єр-міністру.